# Шинк, Иоганн Фридрих
Иоганн Фридрих Шинк (нем. Johann Friedrich Schink; 29 апреля 1755, Магдебург—10 февраля 1835), Саган) — немецкий поэт, либреттист
 и драматург.

## Биография
Сын торговца шёлком. Получил обычное образование богатой магдебургской буржуазии. Брал частные уроки, обучался педагогике при монастыре, затем поступил в Университет Галле. С 1773 года изучал протестантскую теологию. Тогда же начал публиковать свои первые литературные произведения в Лейпциге и Гёттингене. Во время учёбы увлёкся театром.
В конце жизни служил библиотекарем у Доротеи фон Бирон, герцогини Курляндской и Семигальской.

## Творчество
В 1776 году навсегда оставил теологическую карьеру и отправился в Берлин, где посвятил себя литературному творчеству и театру. После успеха его трагедии «Gianetta Montaldi» (1777 −1784) на конкурсе в Гамбургском театре уже в 1778 году выиграл приз в размере 20 фридрихсдоров. В Берлине, Ганновере, Вене и Граце он пробовал свои силы, в качестве театрального поэта и либреттиста, кроме того, занимался вопросами театральной критики и драматургии.
После его статьи для журнала «Litteratur- und Theaterzeitungи» рекомендовал в своем сочинении «Ueber Brockmanns Hamlet» (1778) стал известен в широких кругах как опытный театральный деятель.

## Избранные работы
Главнейшие его сочинения:
- «Ueber Brockmanns Hamlet» (1778);
- «Dramaturgische Fragmente» (Грац, 1781—1784),
- «Das Theater zu Abdera» (Берлин, 1787—88);
- «Dramatische Monate» (Шверин, 1790);
- «Moralische Dichtungen» (1799—1800);
- «Johann Faust» (Берлин, 1804, драматическая фантазии);
- «Romantische Erzählungen» (1804);
- «Gesänge der Religion» (Берлин., 1798; 3-е изд., 1811);
- «Satans Bastard» (1816, драматические сцены из эпохи 1812—1814 гг.);
- «Darstellung des Lebens und des Charakters Lessings» (Берлин, 1825).